# Aname warialda
Aname warialda là một loài nhện trong họ Nemesiidae.
Aname warialda được miêu tả năm 1985 bởi Raven.